# Schloss Driesen
Schloss Driesen (polnisch Palac W Drezdenku) ist ein Schloss im heute polnischen Drezdenko (Driesen) in der heutigen Woiwodschaft Lebus, dem historischen Ostbrandenburg.

## Geschichte
Der Ort war lange Zeit zwischen dem Herzogtum Schlesien, dem Herzogtum Pommern und den großpolnischen Herzögen umstritten. Die erste Driesener Burg wurde 1270 anstelle eines alten auf einer Insel in der Netze gelegenen Burgwalls. Im Auftrag von Joachim Friedrich von Brandenburg wurde östlich der Stadt Driesen eine Festung erbaut, die am Ende des Siebenjährigen Kriegs von zurückziehenden russischen Truppen zerstört.
Im Jahr 1763 übertrug der preußische König Johann Georg dem Kaufmann Treppmacher die zerstörte Anlage der Festung. Auf Grundmauern der Gebäude der Festung wurde in Treppmachers Auftrag 1766 ein spätbarockes Schloss erbaut, dessen Vorgängerbau wohl ein Wohnhaus vom Beginn des 17. Jahrhunderts war. Die florierende Firma Treppmachers ging unter seinen Erben in Folge der Blockade des Stettiner Hafens durch das Napoleonische Frankreich 1807 insolvent. Das Schloss wurde daraufhin versteigert.
Nach dem Übergang der Region an Polen wurde das Gebäude zur Nutzung als Schule umgebaut.

## Bauwerk
Das Gebäude ist ein massiv gemauertes einstöckiger Bau mit Walmdach mit Dachgauben. Zum Ensemble gehören auch zwei längsrechteckige Nebengebäude mit Satteldächern, während im Osten ein dreieckiger Innenhof an das Schlossgebäude anschließt, rechteckige Nebengebäude mit Satteldächern und Wächterhaus mit Mansarddach.